# محمد بن هادي بن قرملة
محمد بن هادي بن غانم بن زعكان بن غانم بن حسن السحيمي من الجحادر من قحطان، شاعر وفارس وشيخ عموم قبيلة قحطان، ولد الشيخ في 1205 هـ وفي مصدر ضعيف في 1180 هـ وعرف أبوه بهادي بن قرملة نسبة إلى أمه قرملة بنت شاهر من الخنافر من قحطان.

## شارع محمد بن هادي بن قرملة
لقد اقدمت امارة الرياض على تسمية شارع من شوارعها في حي النسيم باسم (شارع محمد بن هادي بن قرملة).

## وفاة والده
تُوفي والده هادي بن قرملة سنة 1226 هـ في معركة وادي الصفراء إلى جانب الإمام عبد الله بن سعود وهـم يواجهون الحملة المصرية بقيادة طوسون باشا، وقد توفي في هذه المعركة عدد من شيوخ القبائل العربية والفرسان المشهورين، ولكنها انتهت لصالح الجيش السعودي رغم هذه الخسائر الفادحة

## وفاته
توفي عن عمر ناهز 82 عام في عالية نجد وهو بكامل قوته ونشاطه